# Gyascutus fulgidus
Gyascutus fulgidus är en skalbaggsart som först beskrevs av Barr 1969.  Gyascutus fulgidus ingår i släktet Gyascutus och familjen praktbaggar. Inga underarter finns listade i Catalogue of Life.